# Neopreen
Neopreen of polychloropreen is een elastomeer of synthetisch rubber, dat verkregen wordt door de polymerisatie van chloropreen. Het monomeer chloropreen is een dieen, dat wil zeggen dat het twee dubbele koolstof-koolstof-bindingen heeft:
```
  H     H   Cl    H                  H   H   Cl  H
   \    |   |    /                   |   |   |   |
    C = C - C = C              ··· - C - C = C - C - ···
   /             \                   |           |
  H               H                  H           H 

      chloropreen                    polychloropreen
```

Polychloropreen werd ontwikkeld door het onderzoekslaboratorium van DuPont onder de leiding van Wallace Carothers, die onder meer ook nylon uitvond. In 1931 startte dit bedrijf met de productie van polychloropreen, eerst onder de merknaam Duprene, die kort nadien werd vervangen door Neoprene. Dit synthetische rubber was oorspronkelijk bedoeld als oliebestendig substituut voor natuurrubber. Natuurrubber is een polymeer van isopreen dat een gelijkaardige structuur heeft als die van chloropreen (op de plaats van het chlooratoom bevindt zich bij isopreen een methylgroep -CH3). De aanwezigheid van chlooratomen maakt polychloropreen chemisch inerter dan natuurrubber. Het is ook sterker klevend dan natuurrubber. De resterende dubbele bindingen in het polymeer laten toe om het, net zoals natuurrubber, te vulkaniseren dat wil zeggen dwarsverbindingen, oftewel crosslinks, tussen polymeerketens te leggen om de eigenschappen van het rubber te verbeteren.

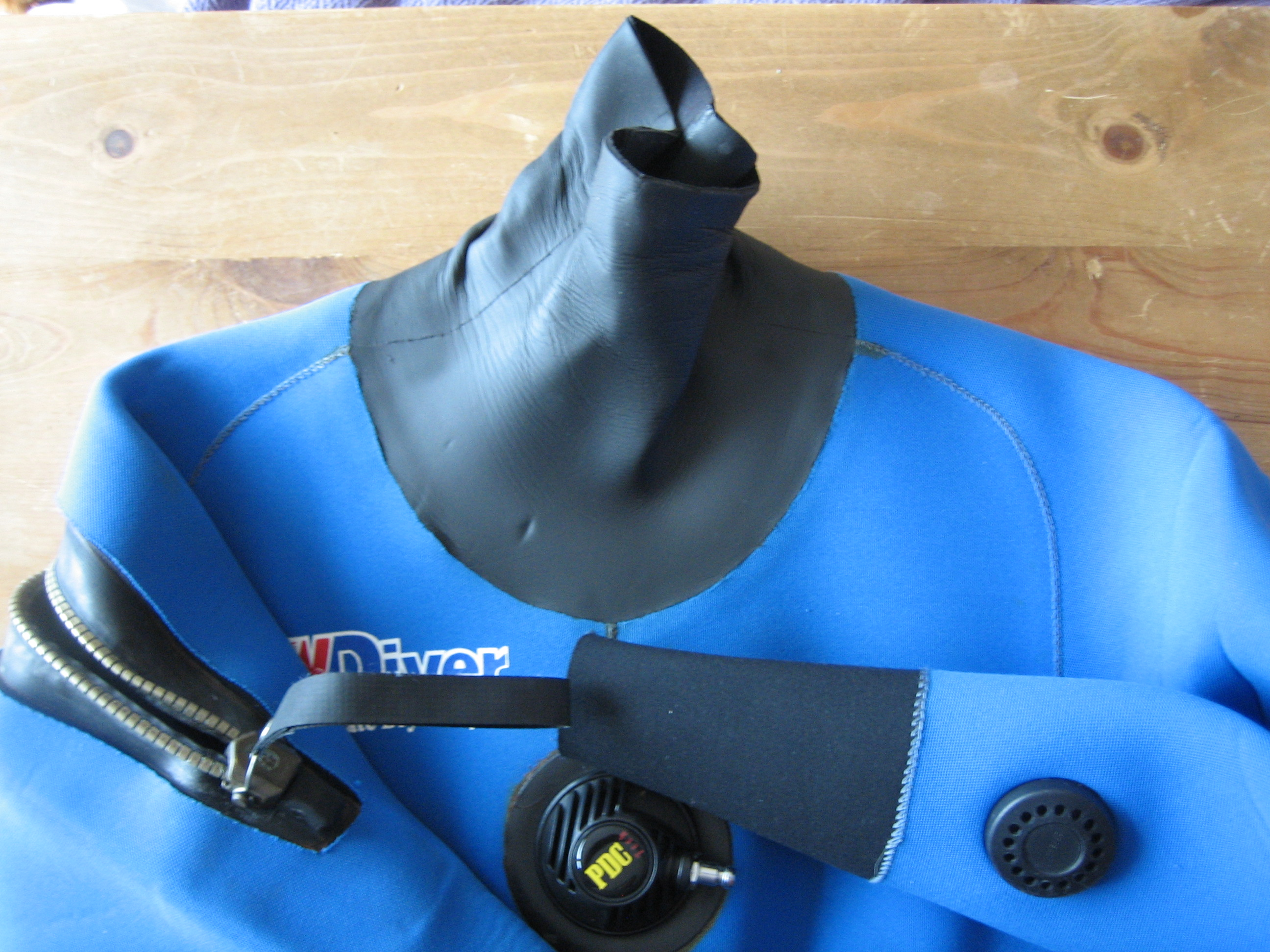
Een neopreen duikpak

De toepassingen van dit materiaal zijn uitgebreid: het wordt onder meer gebruikt als grondstof voor lijmen, voor chirurgische handschoenen, pakkingen (vanwege de chemische inertie) en voor isolatie (ook voor isolerende kledij: het wetsuit voor duikers op basis van neopreen werd in 1953 ontwikkeld door Hugh Bradner). Julius A. Nieuwland slaagde erin om neopreen te vervaardigen uit acetyleen.
In de zwemsport is neopreen in gebruik genomen omdat neopreen zwempakken het drijfvermogen van de zwemmer zodanig vergroten dat deze minder diep in het water komt te liggen.
Andere namen voor dit polymeer zijn Baypren® (handelsnaam van Bayer) of chloropreenrubber. De totale productiecapaciteit van polychloropreen in de wereld is ca. 300.000 ton per jaar (jaar 2000).
Bij de vulkanisatie van polychloropreenrubber maakt men gebruik van metaaloxides (meestal MgO en ZnO) in plaats van de zwavelverbindingen die in andere rubbers worden gebruikt. Om het vulkanisatieproces te sturen wordt ethyleenthioureum (ETU) als vulkanisatieversneller aangewend. Deze substantie werd geclassificeerd als reprotoxisch. De Europese rubberindustrie heeft daarom het SafeRubber-onderzoeksproject opgezet om hiervoor een alternatief te ontwikkelen.